# Sẻ lửa ngực vạch
Sẻ lửa ngực vạch (danh pháp hai phần: Lagonosticta rufopicta) là một loài chim thuộc họ Chim di ở châu Phi. Sẻ lửa ngực vạch phân bố ở Bénin, Burkina Faso, Cameroon, Cộng hòa Trung Phi, Chad, Cộng hòa Dân chủ Congo, Côte d'Ivoire, Ethiopia, Gambia, Ghana, Guinea, Guinea-Bissau, Kenya, Liberia, Mali, Niger, Nigeria, Rwanda, Sénégal, Sierra Leone, Sudan, Tanzania, Togo và Uganda..